# Bandbroderi
Bandbroderi är en applikationsteknik vid vilken färdiga band av samma eller olika modeller sys fast i olika mönster på ett bottentyg, vanligen med broderistygn. Bandbroderi var mycket populärt på 1600-talet.